# William Mackenzie, 1. Baron Amulree
William Warrender Mackenzie, 1. Baron Amulree, GCB, KBE, PC, KC (* 19. August 1860 in Scone, Perth and Kinross, Schottland; † 5. Mai 1942) war ein britischer Jurist und Politiker der Labour Party, der unter anderem zwischen 1930 und 1931 Luftfahrtminister (Secretary of State for Air) war.

## Leben
Mackenzie, Sohn von Robert Mackenzie and Jean Campbell Menzies, begann nach dem Schulbesuch ein Studium der Rechtswissenschaften an der University of Edinburgh, das er 1885 mit einem Master of Arts (M.A.) beendete. 1886 erhielt er seine anwaltliche Zulassung als Barrister an der Anwaltskammer (Inns of Court) von Lincoln’s Inn. Für seine anwaltlichen Verdienste wurde er 1914 zum Kronanwalt (King’s Counsel) ernannt. 1917 wurde er zunächst zum Commander des Order of the British Empire (CBE) ernannt und 1918 zum Knight Commander des Order of the British Empire (KBE) geschlagen, so dass er fortan den Namenszusatz „Sir“ führte. In der Folgezeit war er von 1918 bis 1919 Vorsitzender des Interimschiedsgerichts (Interim Court of Arbitration) sowie 1919 von der Regierung benannter Schiedsmann für das Wahlversorgungsgesetz (Electoral (Supply) Act 1919). Im Anschluss fungierte er zwischen 1919 und 1926 als Präsident des Arbeitsgerichts (Industrial Court) sowie von 1920 bis 1926 in Personalunion als Vorsitzender des Nationalen Lohnausschusses für die Eisenbahn (National Wages Board for Railways). 
Mackenzie, der 1926 als Knight Grand Cross in den Order of the Bath (GCB) aufgenommen wurde, war zwischen 1926 und 1927 Vorsitzender einer Wirtschaftsdelegation während einer Reise in die USA und nach Kanada. 1927 fungierte er als Vorsitzender des interministeriellen Ausschusses für das Ladenöffnungszeitgesetz (Shop Hours Act 1927). Am 22. Juli 1929 wurde er als Baron Amulree, of Strathbraan in the County of Perth, in den erblichen Adelsstand der Peerage of the United Kingdom erhoben und gehörte damit bis zu seinem Tod dem Oberhaus (House of Lords) als Mitglied an. In der zweiten Regierung von Premierminister Ramsay MacDonald bekleidete er als Nachfolger von Christopher Thomson, 1. Baron Thomson vom 14. Oktober 1930 bis zum 25. August 1931 das Amt des Luftfahrtministers (Secretary of State for Air). Am 18. Oktober 1930 wurde er zudem Mitglied des Geheimen Kronrates (Privy Council). 1933 fungierte er als Vorsitzender der Königlichen Neufundland-Kommission (Royal Commission on Newfoundland). 1936 verlieh ihm die University of Edinburgh einen Ehrendoktortitel der Rechtswissenschaften (Honorary Doctor of Law).
Aus seiner am 1. Juni 1897 geschlossenen Ehe mit Lilian Bradbury ging sein einziger Sohn Basil William Sholto Mackenzie hervor, der nach seinem Tode am 5. Mai 1942 den Titel als 2. Baron Amulree erbte.

## Veröffentlichung
- The Overseer’s Handbook, 1889
- Industrial Arbitration in Great Britain, 1930